# Província d'Estuaire

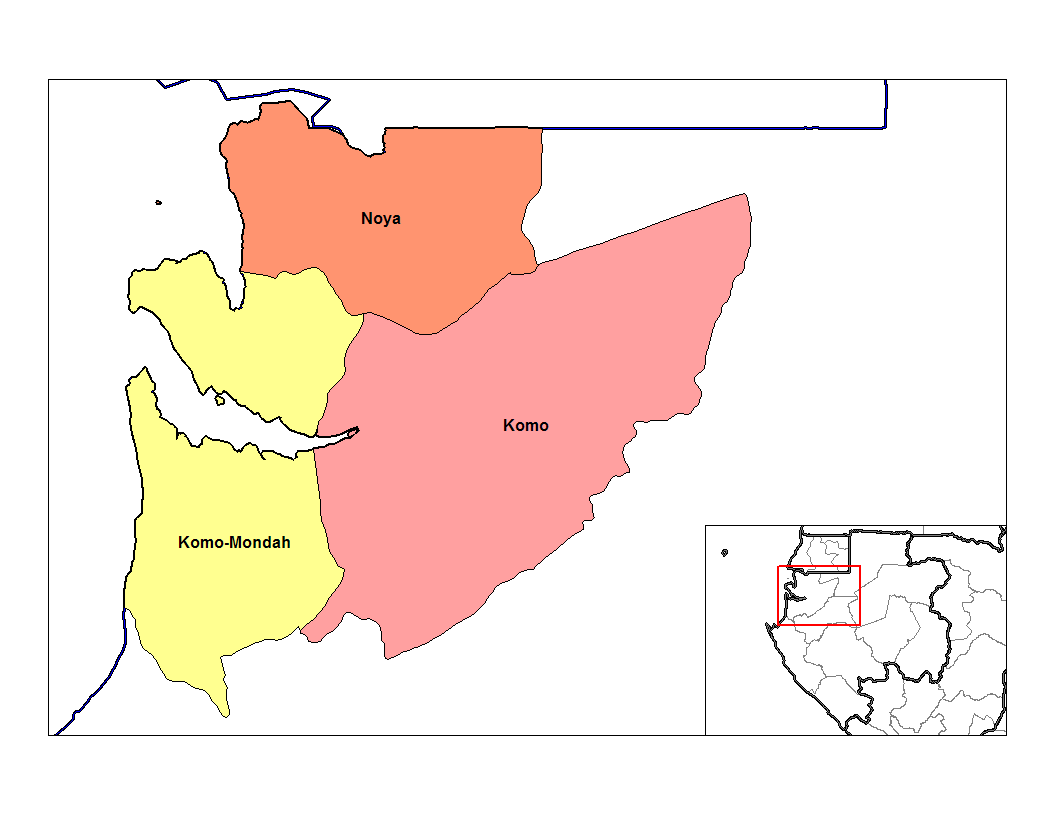
Departaments de Estuaire.

La Província d'Estuaire és una de les nou províncies del Gabon. Té una superfície de 20.740 km², que en termes d'extensió és similar a la del Salvador o Eslovènia. La capital de la província és Libreville, que és també la capital de la nació.

## Departaments
La província d'Estuaire està dividida en els departaments:
- Cap Estérias, el centre administratiu és Cap Estérias.
- Komo, el centre administratiu és Kango.
- Komo-Mondah, el centre administratiu és Ntoum.
- Komo-Océan, el centre administratiu és Ndzomoe.
- Noya, el centre administratiu és Cocobeach.
- Libreville